# ریچارد چمبرز (قایقران)
ریچارد چمبرز (انگلیسی: Richard Chambers؛ زادهٔ ۱۰ ژوئن ۱۹۸۵) ورزشکار روئینگ اهل بریتانیا است.
وی در مسابقات کشوری و بین‌المللی در مجموع برندهٔ ۲ مدال طلا، ۴ مدال نقره، ۳ مدال برنز شده‌است.